# Marc Leishman
Marc Leishman (Warrnambool, Victoria, 24 oktober 1983 is een Australische golfprofessional. Hij speelt op de Amerikaanse PGA Tour en woont in Virginia Beach.
Marc was lid van de Warrnambool en was op 13-jarige leeftijd al clubkampioen.

## Amateur
Leishman had een goede amateurscarrière. Hij won een aantal junior-toernooien en ten slotte won hij in 2005 het belangrijke Lake Macquarie Amateur. 

### Gewonnen
- 2001: Victorian Junior Masters, South Australian Junior Masters, Victorian Boys Championship.
- 2005: Lake Macquarie Amateur

## Professional
Leishman werd in 2005 professional. In 2006 speelde hij op de Von Nida Tour waar hij twee toernooien en de Order of Merit won. Daarna speelde hij Twee jaren op de Nationwide Tour. In 2008 behaalde hij daar zijn eerste overwinning met een record voorsprong van 11 slagen. Op de Order of Merit eindigde hij op de 19de plaats, waarna hij naar de PGA Tour promoveerde.

In 2009 was hij de eerste Australische Rookie of the Year op de Amerikaanse Tour. Door de rangorde kwalificeerde hij zich voor het Tour Kampioenschap aan het einde van het seizoen. Nadat hij al een paar top-3 plaatsen had veroverd behaalde hij in 2012 zijn eerste overwinning. Hierna stond hij nummer 80 op de wereldranglijst.

### Gewonnen
Von Nida Tour
- 2006: Cairns Classic, Nth Qld X-Ray Services Cairns Classic, Toyota Southern Classic, Order of Merit
- 2007: Toyota Southern Classic
- 2008: Victorian PGA Championship

Korea Tour
- 2006: Jisan Resort Open

Nationwide Tour
- 2008: WNB Golf Classic

PGA Tour
- 2012: Travelers Championship met -14